# Clifton Davis
Clifton Duncan Davis (Chicago, 4 de outubro de 1945) é um ator, compositor, cantor e pastor americano. Davis estrelou os programas de televisão That's My Mama e Amen. Davis também escreveu vários hits para The Jackson 5, incluindo "Never Can Say Goodbye" e "Lookin 'Through the Windows".

## Filmografia

### Televisão
| Ano           | Título                                              | Papel                                          | Notas                                                |
| ------------- | --------------------------------------------------- | ---------------------------------------------- | ---------------------------------------------------- |
| 1971          | A World Apart                                       | Matt Hampton                                   | 1 episódio                                           |
| 1972          | The Melba Moore-Clifton Davis Show                  | Co-anfitrião                                   | Série                                                |
| 1973          | Love Story                                          | James Monroe                                   | Episódio "A Glow of Dying Embers"                    |
| 1973 1977     | Police Story                                        | Mark Randolph Ed Webber                        | "The Ho Chi Minh Trail" "The Malflores"              |
| 1974–1975     | That's My Mama                                      | Clifton Curtis                                 | Papel principal (39 episódios)                       |
| 1977          | Scott Joplin                                        | Louis Chauvin                                  | Filme                                                |
| 1977          | Superdome                                           | P.K. Jackson                                   | Filme                                                |
| 1977          | Vega$                                               | Leon Hazlett                                   | Episódio: "The Eleventh Event"                       |
| 1978          | Cindy                                               | Capitão Joe Prince                             | Filme                                                |
| 1980          | The Love Boat                                       | Sr. Reeves                                     | Episódio: "Invisible Maniac"                         |
| 1980          | The Littlest Hobo                                   | Phil McLean                                    | Episódio: "Licence to Steal"                         |
| 1980          | Don't Look Back: The Story of Leroy 'Satchel' Paige | Cool Papa Bell                                 | Filme                                                |
| 1980          | The Night the City Screamed                         | Arnold Clements                                | Filme                                                |
| 1986–1991     | Amen                                                | Reverendo Reuben Gregory                       | Papel principal (110 episódios)                      |
| 1990–1994     | Stellar Gospel Music Awards                         | Co-anfitrião                                   | Especiais                                            |
| 1993          | The John Larroquette Show                           |                                                | Episódio: "Pros and Cons"                            |
| 1996          | The Jamie Foxx Show                                 | Charles                                        | Episódio: "Seems Like Old Times"                     |
| 1997          | Living Single                                       | Harrison Cushmore                              | Episódio: "Mother Inferior"                          |
| 1997          | Sparks                                              | Pastor Alexander                               | Episódio: "It's the Gospel"                          |
| 1997          | Malcolm & Eddie                                     | Leonard Larson                                 | Episódio: "Club Story"                               |
| 1997          | Party of Five                                       | Martin Wilcox                                  | Episódio: "Point of No Return"                       |
| 1997          | Grace Under Fire                                    | Dr. Swanson                                    | Episódio: "Sam's Dad"                                |
| 1997          | The Sentinel                                        | President Lemec                                | Episódio: "Fool Me Twice"                            |
| 1997          | The Gregory Hines Show                              | Pai de Pauley                                  | Episódio: "Three's Not Company"                      |
| 1998          | Any Day Now                                         | Councilman Lyle Hammond                        | Episódio: "No Comment"                               |
| 1999          | In the House                                        | Ted Miller                                     | 2 episódios                                          |
| 2000          | City of Angels                                      | Dr. Langston Ellis                             | Episódio: "Bride and Prejudice"                      |
| 2000–2008     | Gospel Superfest                                    | Anfinitrião                                    |                                                      |
| 2001          | Lifestyle Magazine                                  | Anfitrião                                      | Série                                                |
| 2002          | American Dreams                                     | Alvin Lewis                                    | Episódio: "The Home Front"                           |
| 2004          | Half & Half                                         | Pastor David Adams                             | Episódio: "The Big Practice What You Preach Episode" |
| 2012          | Political Animals                                   | Repórter                                       | Minissérie; episódio: "Pilot"                        |
| 2012          | Mr. Box Office                                      | Judge                                          | Episódio: "Pilot"                                    |
| 2013          | The First Family                                    | Clayton                                        | Episódio: "The First Triangle"                       |
| 2015–presente | Madam Secretary                                     | Ephraim Ware, Diretor de Inteligência Nacional | Papel recorrente                                     |
| 2017          | Punho de Ferro                                      | Lawrence Wilkins                               | Papel recorrente                                     |

### Cinema
| Ano  | Título                                       | Papel                  | Notas |
| ---- | -------------------------------------------- | ---------------------- | ----- |
| 1972 | Together for Days                            | Gus                    |       |
| 1974 | Lost in the Stars                            | Absalom                |       |
| 1999 | Any Given Sunday                             | Prefeito Tyrone Smalls |       |
| 2001 | Kingdom Come                                 | Charles Winslow        |       |
| 2001 | Max Keeble's Big Move                        | Bobby Knebworth        |       |
| 2001 | The Painting                                 | Thomas Ayers           |       |
| 2004 | Halloweentown High                           | Phil Flannagan         |       |
| 2006 | The Engagement: My Phamily BBQ 2             | Tio Joe                |       |
| 2007 | Cover                                        | D.A. Simmons           |       |
| 2012 | What My Husband Doesn't Know                 | Franklin               |       |
| 2013 | God's Amazing Grace... Is Just A Prayer Away | Wilbert Richardson     |       |